# (272746) Paoladiomede
(272746) Paoladiomede (2005 YA129) – planetoida z pasa głównego planetoid okrążająca Słońce w ciągu 4,6 lat w średniej odległości 2,76 j.a. Odkryta 29 grudnia 2005 roku.
Jej nazwa pochodzi od nazwiska żony odkrywcy, Paoli Diomede (ur. w 1968 r.), która wspierała męża w działaniach astronomicznych.